# Jukung

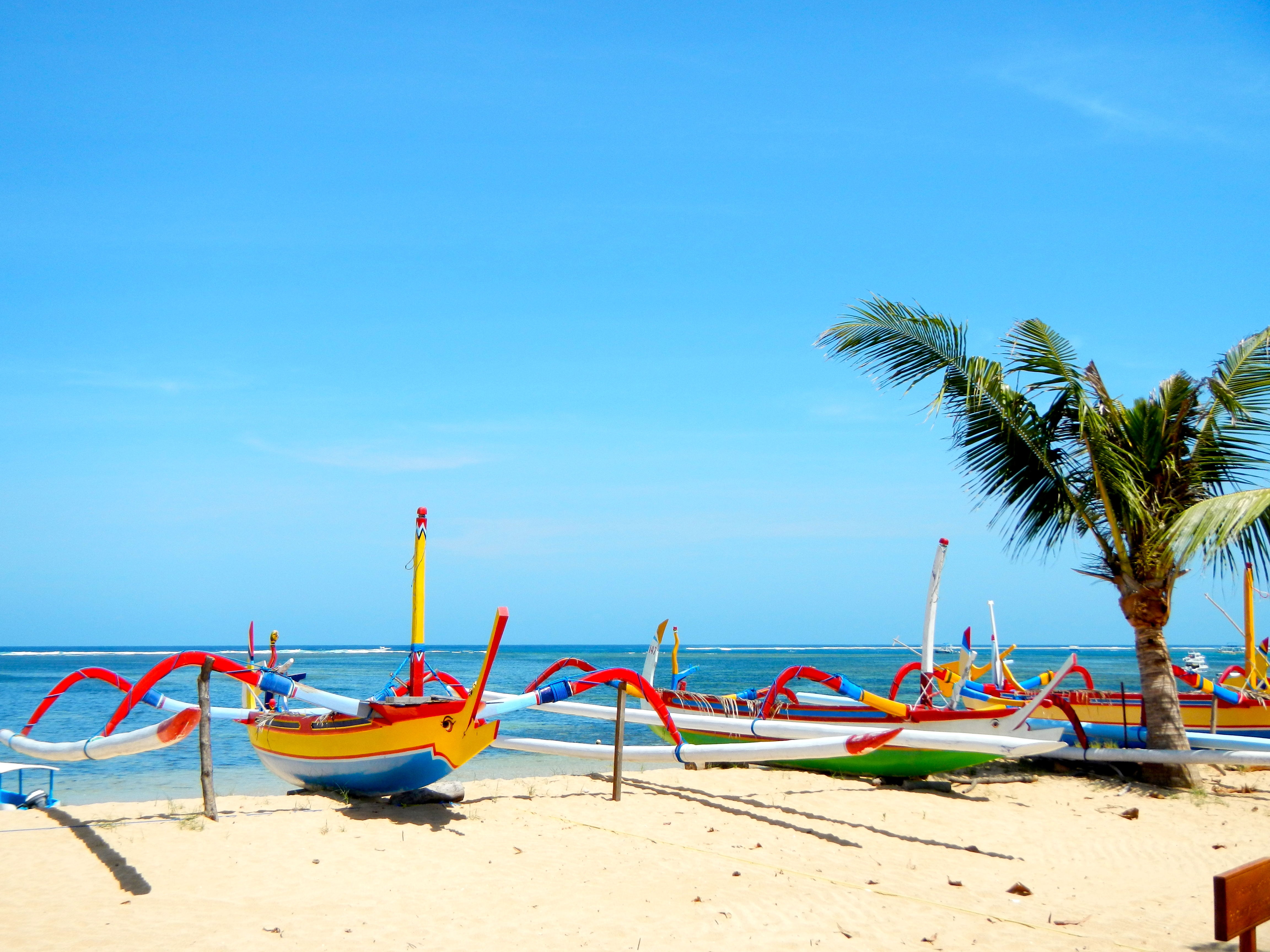
Balinesische Jukungs am Strand

Ein Jukung ist ein kleines hölzernes Auslegerkanu aus Indonesien. Es ist ein traditionelles Fischerboot, dass auch für den Transport kleiner Gruppen vom Tauchern verwendet wird. Auf den Philippinen sind diese Boote auch als Bangka bekannt.
Ursprünglich balinesischer Herkunft, sind die mit doppelten Ausleger versehenen Kanus nur eines von vielen pazifisch-asiatischen Booten, die ein Krebsscherensegel aus Polynesien verwendet. Obwohl diese Segel Schwierigkeiten bei einer Wende in den Wind bereitet und daher eine Halse erforderlich machen, verhält sich das Jukung hervorragend bei Anwindkursen. Die Boote sind bunt dekoriert und tragen einen Speerfisch-ähnlichen Bug.
Die Einheimischen auf Borneo bezeichnen ihre Boote ebenfalls Jukung. Dort wird es für tägliche Pendelfahrten zum Büro, zur Schule oder zum Einkaufen auf dem schwimmenden Markt Pasar terapung benutzt.

## Das große Jukung-Rennen
Ende der 1980er segelten neun Mannschaften ein Rennen über 1000 Seemeilen in offenen Jukungs über die Timorsee von Bali nach Darwin an der australischen Nordküste. Die Besatzungen waren aus Neuseeland, Australien, USA, England, Japan, Frankreich, Deutschland, den Niederlanden und Indonesien. Bob Hobmann hatte die dreimonatige Expedition ausgedacht, organisiert und verfilmt als „Passage out of Paradise“. Die National Geographic Society publizierte einen Bericht mit dem Titel „The Great Jukung Race“.
Die Expedition begann in Bali, wo die Teams den Umgang mit den Jukungs trainierten. Anschließend traten sie eine zweimonatige Reise auf den historischen Segelrouten entlang den östlich gelegenen Inseln an, die sie an der Insel Komodo vorbei führte. Sie beendeten ihre Reise mit einem fünftägigen Segeltörn über die Arafurasee nach Darwin. Herausforderungen ergaben sich aus Stürmen und den daraus erforderlichen Bootsreparaturen, eindringendem Meerwasser, ungünstigen Strömungen und Wasserwirbeln. Die letzte Etappe segelten die Crews aus Sicherheitsgründen nicht gegeneinander, sondern geschlossen im Verband.